# Minna Vortisch
Minna Vortisch (* 6. August 1874 in Uhingen als Minna Großmann; † 27. August 1976 ebenda) war eine deutsche Politikerin und Vorkämpferin der Frauenemanzipation.

## Leben
Minna Vortisch wurde als Tochter von Elise Wenner (Tochter von Carl Georg Wenner, Bürgermeister von Lörrach 1848/49) und des Textilindustriellen Emil Großmann am 6. August 1874 in Uhingen geboren.
Sie wuchs mit ihren sechs Geschwistern in Lörrach auf und besuchte von 1893 bis 1897 die Töchterschule in Lörrach, das Pensionat in Neuchâtel und die Frauenarbeitsschule in Basel. Am 1. Juli 1898 heiratete sie den Rechtsanwalt Friedrich Vortisch, mit dem sie drei Kinder bekam. Ein Sohn, Friedrich Vortisch, wurde Rechtsanwalt und Politiker. Ihr Mann starb 1935. Die Familienmitglieder dokumentierten ihr Leben in Briefen und Tagebüchern und veröffentlichten Ausschnitte, insbesondere aus der Zeit des Nationalsozialismus. Der Bericht von Minna Vortisch-Großmann beschreibt das Kriegsende in Lörrach. Er beginnt am 24. April 1945 und endet am 29. April 1945 und wurde sowohl in Buchform veröffentlicht als auch in einer Sonderausstellung unter dem Titel „Lörrach und der Nationalsozialismus“ vom Dreiländermuseum in Kooperation mit dem Stadtarchiv gezeigt.

## Politisches Wirken
1909 gründete Minna Vortisch zusammen mit Lisa Rees den Lörracher Verein für Frauenstimmrecht als Teil des Badischen Landesvereins für Frauenstimmrecht. Sie hatte den Vorsitz inne. Das Hauptziel dieses Vereines war das „volle Bürgerrecht der Frau“. Nach dem Ende des Kaiserreiches war sie 1918/19 Mitglied des Volksrates, einer Erweiterung der Arbeiter- und Soldatenräte. Nach der Gründung der Weimarer Republik setzte sie sich dafür ein, dass die Frauen ihre neu gewonnenen Rechte wie z. B. das Wahlrecht, auch tatsächlich nutzten. 1920 gründete Vortisch ebenfalls zusammen mit Lisa Rees den Hausfrauenverein, der sich insbesondere dem sozialen Engagement widmete. Gemeinsam mit ihrem Mann war sie Mitglied in der Deutschen Demokratische Partei, später Deutsche Staatspartei. Sie war dort bis zu ihrer Auflösung 1933 Mitglied. Bis zuletzt setzte sich Minna Vortisch für die Demokratie ein, indem sie im örtlichen Gasthaus immer wieder Versammlungen gegen die bevorstehende Machtergreifung der Nationalsozialisten abhielt. Nach dem Zweiten Weltkrieg engagierte sich Minna Vortisch wiederum für Demokratie. Sie war Gründungsmitglied der Demokratischen Partei in Süd- und Mittelbaden.
Anlässlich des Weltfrauentages sowie dem 100. Jubiläum des Frauenwahlrechts erinnerte die Stadt Lörrach an die Politikerin. Im Rahmen eines Förderprogrammes des Landes Baden-Württemberg gehörte Minna Vortisch zu insgesamt 37 Frauen, deren Verdienste öffentlich herausgestellt wurden.

## Ehrungen
- Verleihung des Kriegshilfekreuzes durch das Badische Staatsministerium im Jahr 1918.[8]
- Benennung einer Straße in Lörrach-Stetten.[9]
- Errichtung eines Frauenerinnerungsortes in der Tumringer Str. 175–177, 79539 Lörrach, durch den Landesfrauenrat Baden-Württemberg[10]
- Errichtung einer Gedenktafel des Landes BW in der Teichstraße[11]